# أوسلو

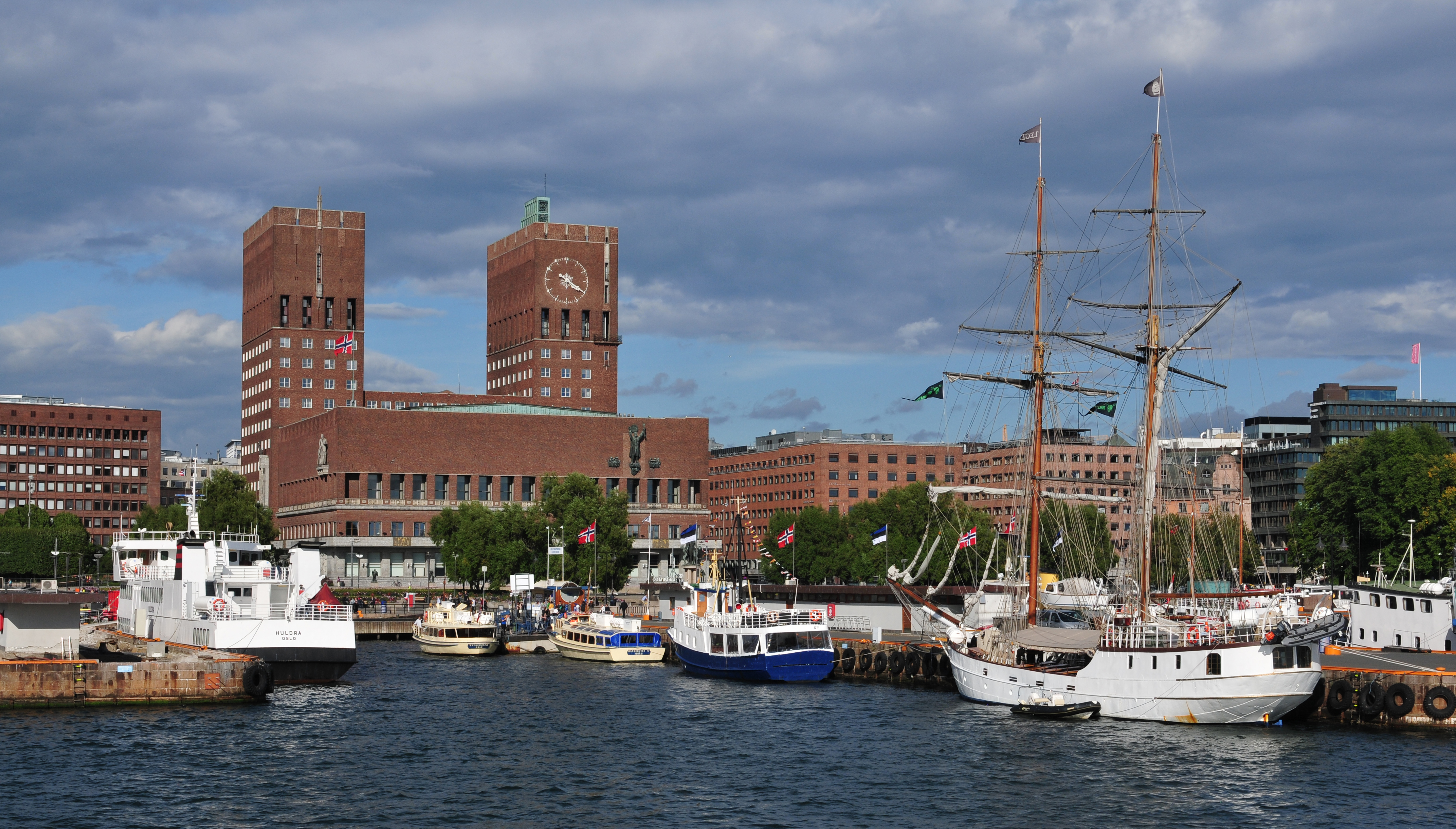

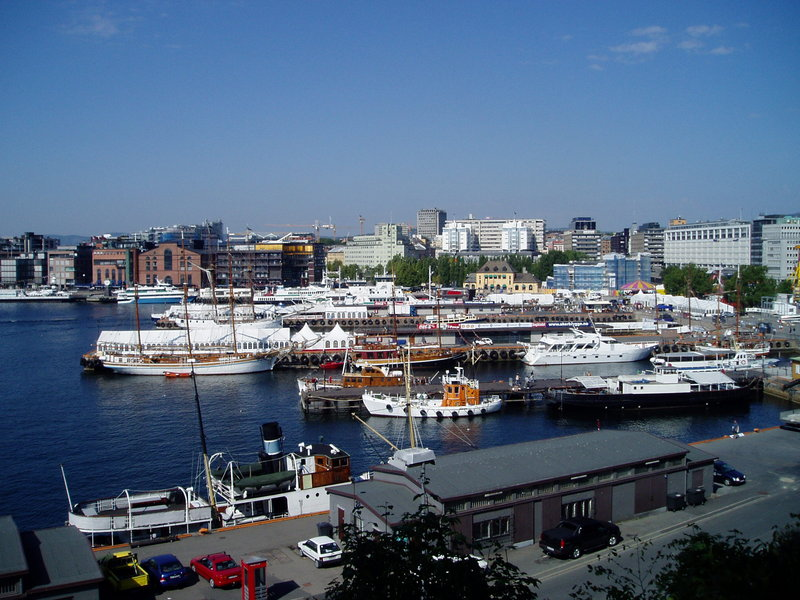
ميناء أوسلو

أوسلو (باللغة النرويجية: Oslo «أُوشلو»)، هي عاصمة النرويج وأكثر مدنها اكتظاظًا بالسكان، وتُعَدُّ مقاطعة وبلدية في نفس الوقت. بلغ عدد سكان بلدية أوسلو 709,037 نسمة في عام 2022، بينما بلغ عدد سكان المنطقة الحضرية الكبرى بالمدينة 1,064,235 نسمة في عام 2022، وتُقدّر منطقة العاصمة بأنها تضم 1,546,706 نسمة لعام 2021.
كانت أوسلو جزءًا من منطقة فايكن أثناء عصر الفايكنج، وتشكّلت كمدينة في نهاية عصر الفايكنج في عام 1040 تحت اسم أنسلو، وتأسست كمركز تجاري «كوبستاد» في عام 1048 على يد هارالد الثالث ملك النرويج. ارتقت المدينة إلى مركز أسقفية في عام 1070، وأصبحت عاصمة تحت حكم هاكون الخامس ملك النرويج حوالي عام 1300. أدى الاتحاد الشخصي مع الدنمارك منذ عام 1397 حتى عام 1523 ومرة أخرى منذ عام 1536 حتى عام 1814 إلى تقليل نفوذها. دُمِّرَت المدينة بحريق في عام 1624، في عهد الملك كريستيان الرابع، فبُنيَت مدينة جديدة بالقرب من قلعة آكرشوس وسميت كريستيانيا (Christiania) تكريمًا للملك. 
أصبحت بعد ذلك بلدية (فورمانسكوبسديستريكت) في 1 يناير 1838، وأصبحت المدينة بمثابة عاصمة للنرويج خلال فترة الاتحاد بين السويد والنرويج في عام 1814-1905. اعتُمِدَ اسم المدينة كريستيانيا (Kristiania) في الاستخدام الحكومي منذ عام 1877، وهو التهجئة التي اعتمدتها السلطات البلدية في عام 1897، وذلك على الرغم من استخدام «كريستيانيا» (Christiania) أيضًا. غُيِّرَ اسم المدينة في عام 1925 إلى أوسلو بعد دمجها مع قرية احتفظت باسمها السابق. اندمجت أوسلو مع آكر في عام 1948، وهي بلدية كانت تحيط بالعاصمة وكانت أكبر منها بحوالي 27 مرة، مما أدى إلى إنشاء بلدية أوسلو الحديثة الأكبر حجمًا.
أوسلو هي المركز الاقتصادي والحكومي للنرويج، وتعد أيضًا مركزًا للتجارة، والمصارف، والصناعة، والشحن النرويجية، وهي مركز مهم للصناعات البحرية والتجارة البحرية في أوروبا. تضم المدينة العديد من الشركات العاملة في القطاع البحري، والتي يعد بعضها من أكبر شركات الشحن، وسماسرة السفن، ووسطاء التأمين البحري في العالم. تُعد أوسلو مدينة رائدة ضمن برنامج المدن متعددة الثاقفات التابع لمجلس أوروبا والمفوضية الأوروبية.
تعتبر أوسلو مدينة عالمية حاصلة على تصنيف «مدينة بيتا العالمية» في الدراسات التي أجرتها مجموعة وشبكة دراسة العولمة والمدن العالمية في عام 2008. احتلت أيضًا المرتبة الأولى من حيث جودة الحياة بين المدن الأوروبية الكبرى في تقرير مدن المستقبل الأوروبية لعام 2012 الصادر عن مجلة إف دي آي. أشارت دراسة أجرتها شركة إي كي إيه إنترناشيونال في عام 2011 إلى أن أوسلو هي ثاني أغلى مدينة في العالم من حيث تكاليف المعيشة بعد طوكيو. تعادلت أوسلو في عام 2013 مع مدينة ملبورن الأسترالية باعتبارها رابع أغلى مدينة في العالم، وذلك وفقًا لدراسة تكلفة المعيشة العالمية التي أجرتها وحدة استخبارات الإيكونوميست. صنفت صحيفة مونوكل أوسلو في المرتبة 24 من بين أكثر المدن ملائمة للعيش في العالم.
شهدت مدينة أوسلو نموًا سكانيًا بمعدلات قياسية خلال أوائل العقد الأول من القرن الحادي والعشرين، لتصبح بذلك المدينة الكبرى الأسرع نموًا في أوروبا في ذلك الوقت. ينبع هذا النمو بشكل رئيسي من الهجرة الدولية وما يرتبط بها من ارتفاع معدلات المواليد، ولكنه ينبع أيضًا من الهجرة بين البلدان. كان عدد السكان المهاجرين في المدينة بحلول عام 2010 ينمو بوتيرة أسرع إلى حد ما من عدد السكان النرويجيين، وأصبح المهاجرون يشكلون أكثر من 25% من إجمالي السكان، وذلك إذا دخل أطفال الآباء المهاجرين ضمن الحساب.

## الموقع الجغرافي
تقع على السّاحل الجنوبيّ الشّرقيّ في رأس مَضِيقٌ أوسلو البحريّ الكبير، أو كما يُعرف بخليج أوسلو، على مسافة 130 كم تَقريباً شمال سكاجيراك، وهو لسان من بحر الشمال يمتدّ داخل اليابسة.

### المناخ
بسبب اقتراب المدينة من القطب الشمالى، يتغير النهار بشكل كبير حيث يمتد ل 18 ساعة في منتصف الصيف إلى 6 ساعات في منتصف الشتاء.
تتميز المدينة بصيف دافئ حيث ان درجة الحراة تتعدى 25 في يوم واحد فقط من كل أربعة أيام من شهر يوليو.

## وسط المدينة
يقع القصر الملكي ومبنى البرلمان النرويجي في موازاة بوّابة كارل يوهانز، علىٰ الشّارع الرئيسيّ في وسط أوسلو، وتقع إدارة البلديّة وقلعة أكيرشوس والمنطقة التجاريّة جنوب بوّابة كارل يوهانز، ويقع مركز تسوق مدينة أوسلو عبر الشارع من المحطة المركزية في المدينة.

## التعليم والثقافة

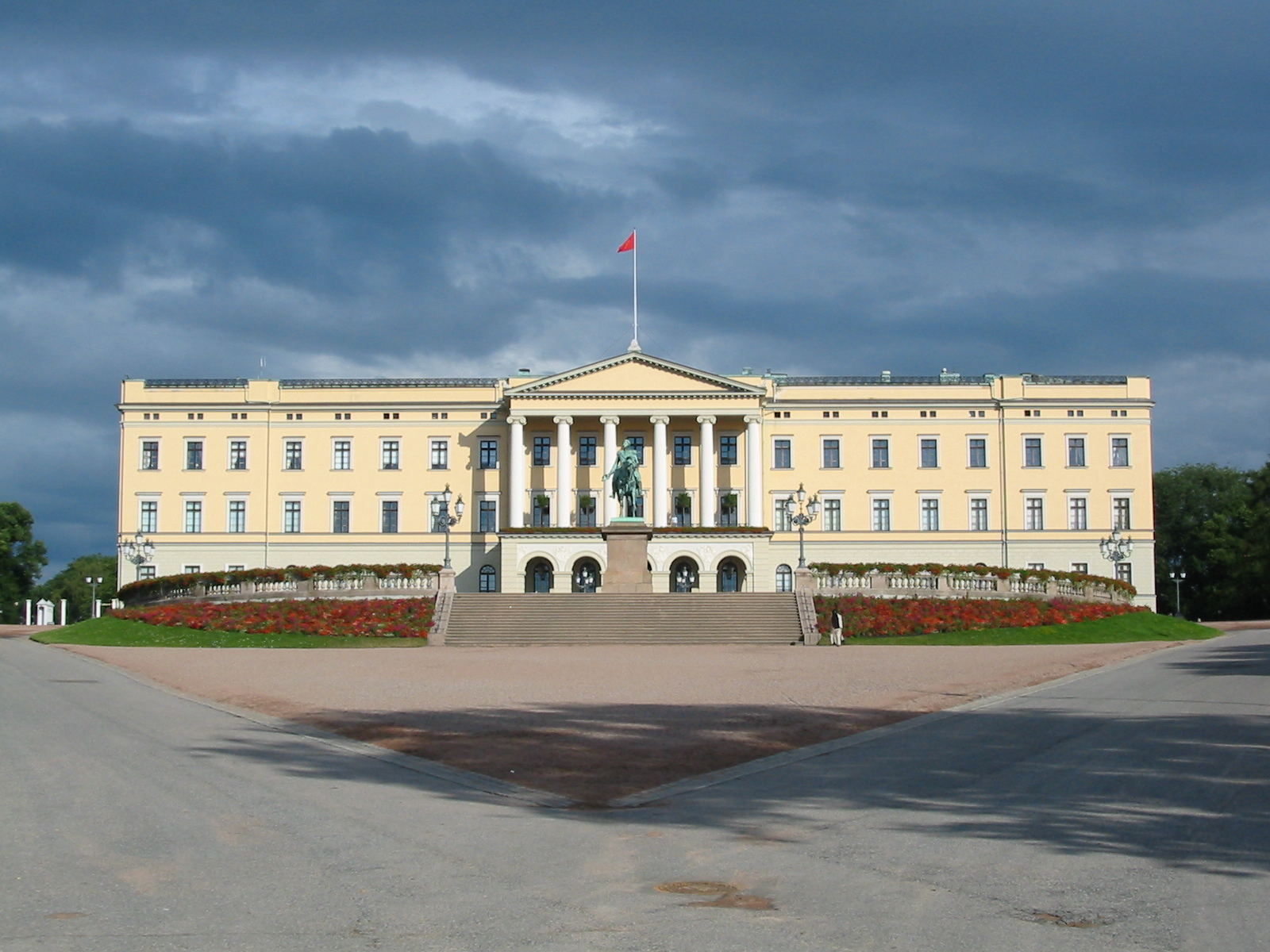
القصر الملكي

بأوسلو توجد أقدم جامعة في النرويج وأكبرها، والعديد من المتاحف. ويعرض متحف سُفُن الفايكنج سفناً استخدمها الفايكنج منذ قرابة ألف سنة مضت، ويضم متحف الفرام وكون-تيكي، سفينة فرام وهي سفينة اكتشاف قطبي مشهورة، كما يضم الكون-تكيي طوف المغامر ودارس الإنسان ثور هيردال. وهناك متاحف أخرى من بينها المتحف الشّعبيّ النرويجيّ والمتحف البحريّ والمتحف التاريخيّ ومتحف إدفارد ميونخ. ويوجد أكثر من 200 عملاً لجوستاف فيجلاند - وهو من أشهر نحاتي النرويج - في حديقة فروجنر المنحوتة من الحديد المطاوع، والبرونز، والجرانيت.

## الاقتصاد
تستوعب الصناعة قرابة ربع القوى العاملة في أوسلو. ومن بين الصّناعات الضّخمة صناعة السّفن وإنتاج الكيميائيّات والآلات والمعادن والورق والأنسجة والمصنوعات الخشبيّة. كما تضطلع بالأعمال المصرفيّة والاتصالات والإلكترونيات ومعالجة الأطعمة والملاحة البحرية، وتلعب السياحة دوراً مهمّ في اقتصاد المدينة.

## التاريخ

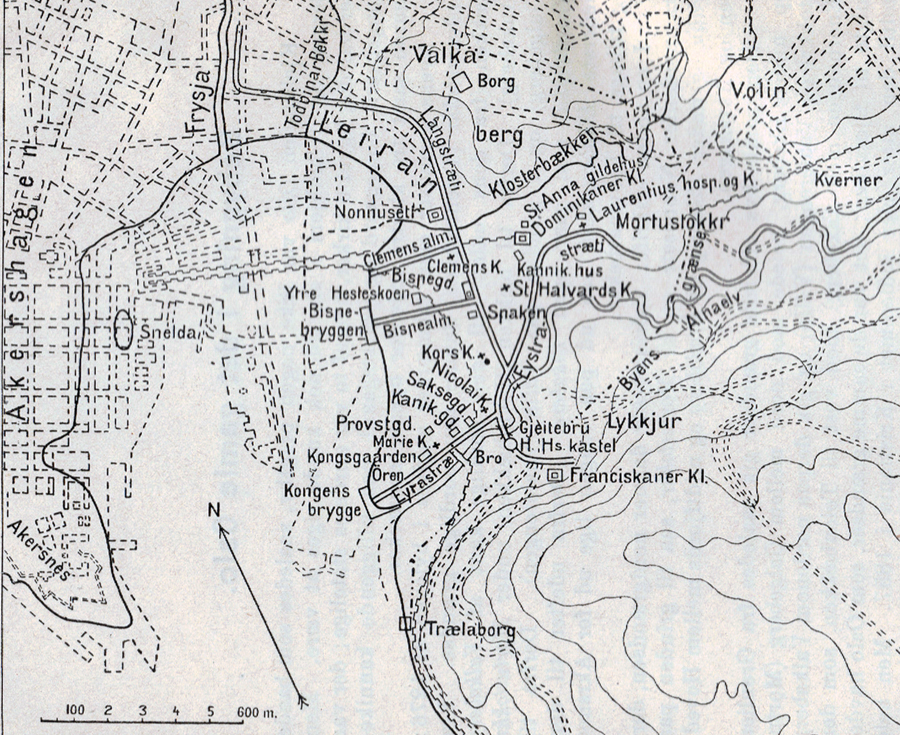
أوسلو في القرون الوسطي

أنشأ مدينة أوسلو الملك هارولد هارد راد حوالي عام 1048 م. وفي عام 1299 م، بنيت قلعة أكيرشوس في شبه جزيرة صخرية على الزّقاق البحريّ. دمرت النيران مدينة أوسلو عام 1624 م، بعدها أعاد السُكّان بناء المدينة تحت حكم الملك كريستيان الرابع ولهذا عُرِفَت المدينة باسم كريستيانيا من ذلك الوقت حتّى عام 1925 م. اتحدت النرويج مع الدنمارك من عام 1380 م حتى عام 1814 م ومع السويد من 1814 م حتى 1905 م، ثم أصبحت مستقلّة، وعاصمتها أوسلو. في منتصف القرن الـ19 تطوّرت المدينة إلى مركز إداريّ واقتصاديّ وعسكريّ كبير. وساعد تطوّر الملاحة البحريّة والصناعة بالإضافة إلى توفُّر موارد الغابات والزراعة بجنوب شرق النرويج، ساعدوا على إعطاء أوسلو دوراً مكّنها من السيطرة على اقتصاد البلاد حتى الآن. احتضنت أوسلو مباحثات السلام الفلسطينيّة - الإسرائيليّة في تسعينيّات القرن العشرين (انظر اتفاقية أوسلو).

## البيئة
حصلت أوسلو في عام 2003 على جائزة «المدينة المستدامة» وفي عام 2007 حصلت على المرتبة الثانية في جائزة ريدرز دايجست التي تعطي للمدن الخضراء والأكثر ملائمة للعيش حول العالم .

## النقل والمواصلات
وبها شبكة نقل عام جيدة كما توجد مراكز لتأجير الدراجات في جميع أنحاء وسط المدينة.

### الجو
بالمدينة ثلاث مطارات دولية:
مطار أوسلو-غاردرموين هو المطار المركزي في النرويج. يبعد عن المدينة مسافة 60 كم، يربطهما قطار سريع إضافة إلى الباصات.

المطار الدولي الثاني سانديفورد-طورب , يبعد 130 كم جنوب غرب العاصمة أوسلو.

وأخيرا المطار الدولي الثالث، موس رييجي، يبعد 70 كم جنوباً من أوسلو. المطار موصول بشبكة الباص والقطار.

### المواصلات العامة

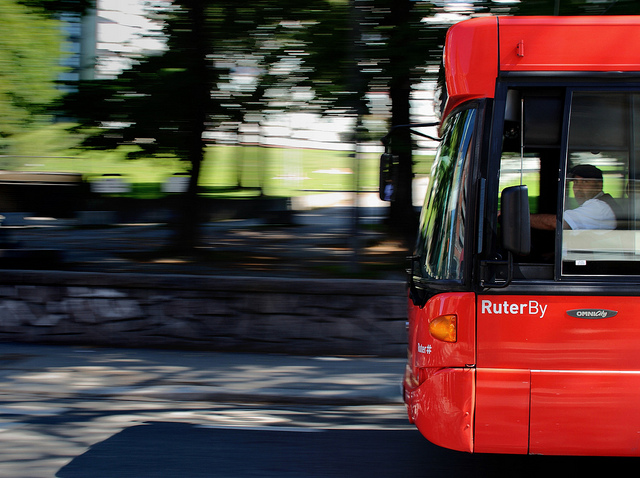
الحافلات الحمراء في أوسلو

بالمدينة شبكة مترو الأنفاق (بالنرويجية: Oslo Tunnelbane) وشبكة ترام (بالنرويجية: Oslotrikken) وحافلات عامة.

### السكة الحديدية
يوجد بالمدينة أول خط سكة حديدية في النرويج، وهو خط هوفد (Hoved) والذي صمم كل محطاته فيلهلم فون هانو و هينريش ارنست شيرمر.

## السكان

بيانات السكان في أوسلو من 1801 معا البيانات السنوية 1950 - 2006

تقدر أعداد المهاجرين في أوسلو بما يقارب 27% من السكان أي حوالي 160 ألف نسمة، ومن المتوقع أن يزداد هذا العدد إلى ما بين 44% و51% في عام 2030. أكبر أربع مجموعات من المهاجرين هم بالترتيب: الباكستانيون ويشكلون 20 ألفاً ثم الصوماليون وهم حوالي 10 آلاف والسويديون وعددهم 9 آلاف والبولونيون وهم قرابة 9 آلاف، وكان في يونيو 2009 أكثر من 40% من مدارس أوسلو أغلبية طلابها من خلفيات مهاجرة وقد تصل تلك النسبة إلى 97%.
تسجل أوسلو سنويا زيادة 2% في عدد السكان (17% خلال السنوات الـ15 الماضية) وتعود سبب الزيادة إلى ارتفاع معدلات المواليد والهجرة
عدد المهاجرين في أوسلو باستثناء الدول الأوربية والغربية 1 يناير 2009.
| الترتيب | الأصل    | العدد |
| ------- | -------- | ----- |
| 1       | باكستان  | 20812 |
| 2       | الصومال  | 10780 |
| 4       | سريلانكا | 7142  |
| 5       | العراق   | 6475  |
| 6       | تركيا    | 5844  |
| 7       | المغرب   | 5726  |
| 8       | فيتنام   | 5436  |
| 9       | إيران    | 5123  |
| 10      | الهند    | 3598  |